# Brigada 1 Infanterie (1916-1918)
Brigada 1 Infanterie a fost o mare unitate de nivel tactic, care s-a constituit la 14/27 august 1916 prin mobilizarea unităților și subunităților subordonate la pace. Din compunerea brigăzii făceau parte Regimentul 17 Infanterie și Regimentul 18 Infanterie. Brigada a făcut parte din organica Divizia 1 Infanterie, fiind dislocată la pace în garnizoana Drobeta-Turnu Severin.:p. 59
La intrarea în război, Brigada 1 Infanterie a fost comandată de colonelul Gheorghe Negruți. Brigada 1 Infanterie a participat la acțiunile militare pe frontul românesc, pe toată perioada războiului, între 14/27 august 1916 - 28 octombrie/11 noiembrie 1918.